# Péntekpataka
Péntekpataka (románul: Pintic) falu Romániában, Hargita megyében.

## Története
Gyergyótölgyes része. 1956-ig adatai a községéhez voltak számítva. A trianoni békeszerződés előtt Csík vármegye Gyergyótölgyesi járásához tartozott.

## Népessége
2002-ben 102 lakosa volt, ebből 102 román.

## Vallások
Lakói döntő többségében ortodox vallásúak.